# Xã Center, Quận Jefferson, Iowa
Xã Center (tiếng Anh: Center Township) là một xã thuộc quận Jefferson, tiểu bang Iowa, Hoa Kỳ. Năm 2010, dân số của xã này là 1.158 người.